# Hedvig Söderlund
Hedvig Söderlund, född 15 december 1972, är en svensk hjärn- och minnesforskare, författare och föreläsare som är adjungerad professor i teknisk psykologi vid Luleå tekniska universitet, och som tidigare var professor i psykologi vid Uppsala universitet där hon startade och förestod forskargruppen Uppsala Memory Lab. Hon driver nu sitt eget företag Brain of Sweden.
Söderlund läste sin grundutbildning i psykologi i Paris, där hon avlade maîtrise (ungefär masterexamen) i experimentell psykologi och socialpsykologi på Université René Descartes, Paris V, idag kallat Université Paris Cité. Hon läste forskarutbildningen vid Stockholms universitet och disputerade 2003 på avhandlingen The aged brain: structural changes and cognitive function. Hon genomförde två perioder som postdoc i Toronto på Rotman Research Institute där hon tillsammans med Endel Tulving studerade alkohols effekter på hjärna och minne, och med Brian Levine ECT:s effekter på minne och hjärnan. Hon har fått ett flertal stora anslag från Vetenskapsrådet som huvudsökande.
I mars 2021 kom hennes första bok, Den utbrända hjärnforskaren: personliga erfarenheter, fakta och vägen till läkning, ut på Bonnier Fakta, som handlar om utmattningssyndrom, baserat på hennes egna erfarenheter. Boken tar upp fakta om utmattningssyndrom, vad som händer i hjärnan, och vad man kan göra för att må bättre, men är också en samhällskritik med kommentar om jämställdhet mellan könen.
Den 9 mars 2023 kom hennes andra bok ut, När hjärnan sviker: om livet med demens, också på Bonnier Fakta. Boken går igenom en rad demenssjukdomar och hur man ska gå tillväga om man misstänker sjukdom, och berör även hur det är att vara anhörig till någon som utvecklar en demenssjukdom.
Söderlund driver också ett mycket engagerande och populärt  Instagramkonto med nästan fyra tusen följare, med texter om framför allt  utmattningssyndrom och jämställdhet och träning med ett vardagligt och putslustigt humoristiskt perspektiv.
Hon är även ett återkommande inslag i TV4:s Nyhetsmorgon där hon berättar om hjärnan under vinjetten Hjärnskolan. 